# San Andrés Nuxiño
San Andrés Nuxiño är en kommun i Mexiko.   Den ligger i delstaten Oaxaca, i den sydöstra delen av landet, 300 km sydost om huvudstaden Mexico City.
Följande samhällen finns i San Andrés Nuxiño:
- Cerro de Lobo
- Río Seco
- Río Yutanume
- Linda Vista Herradura
- La Joya